# John Chilton
John Chilton (16 de julio de 1932– 25 de febrero de 2016) fue un trompetista de jazz y escritor británico. En la década de 1960 colaboró con los diferentes grupos musicales, entre ellos The Swinging Blue Jeans y The Escorts.

## Biografía
Su nombre completo era John James Chilton, y nació en Londres, Inglaterra, en el seno de una familia de clase trabajadora, siendo su padre artista de music hall. En Northamptonshire empezó a tocar la corneta a los 12 años de edad, pasando a la trompeta a los 17. Hizo el servicio militar en la RAF en 1950–1952, tras lo cual formó una banda de jazz propia, con la que tocó para la empresa Butlins en Skegness con un grupo de artistas entre los que se encontraba Dave Allen.
Tocó también en la Jump Band de Bruce Turner desde 1958 a 1963, y más adelante en la Big Band de Alex Welsh. Tocó el piano en algunas grabaciones discográficas de pop de los años 1960 mientras formaba parte de otra Big Band, la de Mike Daniels. A finales de la década formó su propio grupo, Swing Kings, en la que tocaron algunos músicos estadounidenses en gira por el Reino Unido, como Buck Clayton, Ben Webster, Bill Coleman y Charlie Shavers. También grabó en la década de 1950 para la BBC The Song of a Road, una de las baladas de los cantantes folk Ewan MacColl y Peggy Seeger.
Posteriormente colaboró con Wally Fawkes, también conocido como el humorista gráfico "Trog", y en enero de 1974 formó los John Chilton's Feetwarmers, que empezaron a acompañar al músico de jazz británico George Melly. Ambos grabaron y viajaron en gira por todo el mundo durante casi treinta años, visitando entre otros lugares América, Australia, China y Nueva Zelanda. En 1983 y 1984 tuvieron una serie televisiva propia en la BBC titulada Good Time George, y actuaron en otros numerosos shows, entre ellos Parkinson, The Wheeltappers and Shunters Social Club, Aspel, This is Your Life y Pebble Mill at One.
Chilton fue también letrista y compositor, y una de sus canciones, "Give Her A Little Drop More", se interpretó en el film St. Elmo's Fire (1985), en el cual actuaban Demi Moore y Rob Lowe, entre otros.
Chilton es uno de los pocos letristas europeos que ha ganado un Premio Grammy, el cual obtuvo por su trabajo en el álbum Bunny Berigan - Giants Of Jazz (1983), siendo además finalista en el año 2000. En el mismo año recibió el Premio Británico de Jazz Award como mejor escritor del año. Su libro Who's Who of Jazz, fue considerado por el poeta Philip Larkin como uno de los esenciales de ese estilo musical. Sus libros sobre Coleman Hawkins y Louis Jordan fueron premiados por la American Association for Recorded Sound Collections. Gracias a sus publicaciones sobre Sidney Bechet y Louis Armstrong, fue nombrado ciudadano honorario de la ciudad de Nueva Orleans.
En marzo de 2007, Northway Books publicó su autobiografía, Hot Jazz, Warm Feet. 
John Chilton siguió tocando la trompeta junto al clarinetista Wally Fawkes en Londres hasta su muerte, ocurrida en dicha ciudad en 2016. Le sobrevivieron tres hijos.

## Autobiografía
- Hot Jazz, Warm Feet. London: Northway Books, 2007. 2007. ISBN 978-0-9550908-3-7.

## Discografía
- 1972 : Nuts
- 1973 : Son of Nuts
- 1974 : It's George
- 1982 : Making Whoopee
- 1995 : Best of Live
- 1996 : Anything Goes
- 2001 : Goodtime George
- 2006 : The Ultimate Melly, con Van Morrison